# Otomops martiensseni
Otomops martiensseni là một loài động vật có vú trong họ Dơi thò đuôi, bộ Dơi. Loài này được Matschie mô tả năm 1897.